# Izatha hudsoni
Izatha hudsoni là một loài bướm đêm thuộc họ Oecophoridae. Nó là loài đặc hữu của New Zealand, nơi nó hiện diện ở Đảo Bắc.
Sải cánh dài 19–26 mm đối với con đực và 20–27.5 mm đối với con cái. Con trưởng thành bay từ tháng 11 đến tháng 1.
Ấu trùng ăn cây chết của loài Aristotelia serrata.